# Blakea oldemanii
Blakea oldemanii är en tvåhjärtbladig växtart som beskrevs av John Julius Wurdack. Blakea oldemanii ingår i släktet Blakea och familjen Melastomataceae. Inga underarter finns listade i Catalogue of Life.